# Далібор Матаніч
Далібор Матаніч (хорв. Dalibor Matanić; нар. 21 січня 1975 року, Загреб, Хорватія) — хорватський кінорежисер і сценарист. Режиссер фільму «Зеніт» (2015), а також серіалів «Новини» (2016) і «Зломовчання» (2021). Член Європейської кіноакадемії.

## Життєпис
Далібор Матаніч народився 21 січня 1975 року у місті Загреб, Хорватія.
Закінчив Академію драматичного мистецтва в Загребі за спеціальністю кіно- та телережисура.
У 2014 році одружився з актрисою Геленою Мініч. Подружжя має трьох дітей — Лолу, Макса та Нео.

## Творчість
Перший повнометражний фільм Матаніча, який приніс популярність режисеру — «Скарбник хоче вийти на море». Стрічка розповідає про експлуатації робітників.
Другий фільм — «Милі мертві дівчата» отримав сім нагород на Кінофестивалі в Пулі в 2002 році, включаючи приз за найкращий фільм. Сюжет фільму розповідає про життя двох лесбійок, які мають проблеми зі своїми сусідами.
У 2004 році Матаніч зняв фільм «100 хвилин слави» про художницю Славу Рашкай.
Короткометражний фільм «Вечірка», знятий у 2009 році отримав дві хорватські та дванадцять міжнародних нагород, серед яких Кращий короткометражний фільм Міжнародного кінофестивалю в Сараєво та Кращий короткометражний фільм на Міжнародному фестивалі короткометражного кіно в Більбао.
Темою стрічки «Зеніт», знятої у 2015 році, є любов хорватського хлопця і сербської дівчини, яка розгортається на тлі балканських конфліктів 90-х. Фільм брав участь у конкурсній програмі Одеського кінофоруму та в програмі «Особливий погляд» 68-го Каннського кінофестивалю, де отримав приз журі. Загалом стрічка отримала 12 призів на різних кіно форумах.
У 2016 році Матаніч зняв драматичний серіал «Новини» про боротьбу журналістів з корумпованими високопосадовцями. Права на його показ купив стримінговий сервіс Netflix.
У 2017 режисер представив фільм жахів «Екзорцизм», а в 2020 році — драму «Світанок».

### Зломовчання
У 2021 році Матаніч розпочав зйомки хорватсько-українського шестисерійного фільму Зломовчання. Детективна стрічка розповідає про сексуальне рабство в сучасній Європі. В основу сюжету серіалу покладено першу частину романів хорватського письменника-журналіста Драго Хедла «Slavonian Trilogy». Зйомки проходили в Києві та хорватському місті Осієк. Серіал створюється у співпраці з українською компанією Star Media, хорватською компанією Drugi plan, німецьким дистриб'ютором Beta Film. Його екслюзивний показ відбудеться на онлайн-платформі OLL.TV.

## Фільмографія
Далібор Матаніч зняв більше 20 фільмів, з яких п’ять повнометражних та кілька короткометражних стрічок виграли 15 міжнародних та 25 національних нагород.
| Зломовчання (серіал)              | 2021 |
| Світанок                          | 2020 |
| Новини (серіал)                   | 2016 |
| Debut (к/м фільм)                 | 2018 |
| Tonka: Pozitivizam (к/м фільм)    | 2018 |
| Екзорцизм                         | 2017 |
| Transmania                        | 2016 |
| Зенит                             | 2015 |
| Majstori                          | 2013 |
| Мезанін (к/м фільм)               | 2011 |
| Caca                              | 2011 |
| Majka asfalta                     | 2010 |
| Tulum (к/м фільм)                 | 2009 |
| Kino Lika                         | 2008 |
| Volim te (ТБ)                     | 2005 |
| Djevojcica s olovkama (к/м фільм) | 2004 |
| 100 minuta slave                  | 2004 |
| Susa (к/м фільм)                  | 2002 |
| Милі мертві дівчата               | 2002 |
| Tisina (к/м фільм)                | 2000 |
| Казначей хоче йти в море          | 2000 |
| IBag (документальний к/м)         | 1999 |
| Sretno (документальний к/м)       | 1998 |